# A Közép-afrikai Köztársaság az 1988. évi nyári olimpiai játékokon
A Közép-afrikai Köztársaság a dél-koreai Szöulban megrendezett 1988. évi nyári olimpiai játékok egyik részt vevő nemzete volt. Az országot az olimpián 3 sportágban 15 sportoló képviselte, akik érmet nem szereztek.

## Atlétika
Férfi
| Versenyző        | Versenyszám | Eredmény | Helyezés |
| ---------------- | ----------- | -------- | -------- |
| Adolphe Ambowodé | Maraton     | 2:23:52  | 42.      |

## Kosárlabda

### Férfi
| Közép-afrikai férfi kosárlabdacsapat-játékoskeret                                                                           | Közép-afrikai férfi kosárlabdacsapat-játékoskeret                                                                                    |
| --- | --- |
| - Richard Bella - Christian Gombe - Aubin-Thierry Goporo - Frédéricque Goporo - Bruno-Nazaire Kongaouin - Jean-Pierre Kotta | - Anicet-Richard Lavodrama - Guy M'Bongo - François Naoueyama - Joseph-Dieudonné Ouagon - Sanda Bouba Oumarou - Eugène Pehoua-Pelema |

#### Eredmények
Csoportkör
A csoport
| Csapat                          | M | Gy | V | P+  | P–  | Pk  |
| ------------------------------- | - | -- | - | --- | --- | --- |
| Jugoszlávia (YUG)               | 5 | 4  | 1 | 468 | 384 | +84 |
| Szovjetunió (URS)               | 5 | 4  | 1 | 460 | 393 | +67 |
| Ausztrália (AUS)                | 5 | 3  | 2 | 429 | 408 | +21 |
| Puerto Rico (PUR)               | 5 | 3  | 2 | 382 | 387 | –5  |
| Közép-afrikai Köztársaság (CAF) | 5 | 1  | 4 | 346 | 436 | –90 |
| Dél-Korea (KOR)                 | 5 | 0  | 5 | 384 | 461 | –77 |

| 1988. szeptember 18. | Közép-afrikai Köztársaság (CAF) | 73–70 | Dél-Korea (KOR) |  |
| 1988. szeptember 18. | (47–30)                         |       |                 |  |

| 1988. szeptember 20. | Közép-afrikai Köztársaság (CAF) | 61–102 | Jugoszlávia (YUG) |  |
| 1988. szeptember 20. | (21–51)                         |        |                   |  |

| 1988. szeptember 21. | Ausztrália (AUS) | 106–67 | Közép-afrikai Köztársaság (CAF) |  |
| 1988. szeptember 21. | (57–35)          |        |                                 |  |

| 1988. szeptember 23. | Közép-afrikai Köztársaság (CAF) | 67–71 | Puerto Rico (PUR) |  |
| 1988. szeptember 23. | (41–37)                         |       |                   |  |

| 1988. szeptember 24. | Közép-afrikai Köztársaság (CAF) | 78–87 | Szovjetunió (URS) |  |
| 1988. szeptember 24. | (31–40)                         |       |                   |  |

A 9–12. helyért
| 1988. szeptember 26. | Közép-afrikai Köztársaság (CAF) | 63–57 | Egyiptom (EGY) |  |
| 1988. szeptember 26. | (33–31)                         |       |                |  |

A 9. helyért
| 1988. szeptember 29. | Dél-Korea (KOR) | 89–81 | Közép-afrikai Köztársaság (CAF) |  |
| 1988. szeptember 29. | (43–41)         |       |                                 |  |

| Csapat                          | Helyezés |
| ------------------------------- | -------- |
| Közép-afrikai Köztársaság (CAF) | 10.      |

## Ökölvívás
| Versenyző       | Versenyszám   | Selejtező                 | 32-es főtábla              | Nyolcaddöntő      | Negyeddöntő       | Elődöntő          | Döntő             | Helyezés |
| Versenyző       | Versenyszám   | Ellenfél Eredmény         | Ellenfél Eredmény          | Ellenfél Eredmény | Ellenfél Eredmény | Ellenfél Eredmény | Ellenfél Eredmény | Helyezés |
| --------------- | ------------- | ------------------------- | -------------------------- | ----------------- | ----------------- | ----------------- | ----------------- | -------- |
| Fidèle Mohinga  | Váltósúly     | Adão N’Zuzi (ANG) · 5:0   | Maselino Masoe (ASA) · RSC | kiesett           | kiesett           | kiesett           | kiesett           | 17.      |
| Moussa Wiawindi | Nagyváltósúly | François Mayo (CMR) · RSC | kiesett                    | kiesett           | kiesett           | kiesett           | kiesett           | 33.      |

RSC – a mérkőzésvezető megállította a mérkőzést